# Орах (Никшић)
Орах је насеље у општини Никшић у Црној Гори. Према попису из 2003. било је 132 становника (према попису из 1991. било је 157 становника).
У овом месту је рођен 1914. године Вељко Тодоровић, народни херој Југославије.

## Демографија
У насељу Орах живи 105 пунолетних становника, а просечна старост становништва износи 41,5 година (40,5 код мушкараца и 42,5 код жена). У насељу има 40 домаћинстава, а просечан број чланова по домаћинству је 3,30.
Ово насеље је углавном насељено Црногорцима (према попису из 2003. године), а у последња три пописа, примећен је пад у броју становника.
|  |

| Демографија | Демографија | Демографија |
| Година      | Становника  | Становника  |
| ----------- | ----------- | ----------- |
|             |             |             |
|             |             |             |
|             |             |             |
|             |             |             |
| 1948.       | 290         |             |
| 1953.       | 330         |             |
| 1961.       | 311         |             |
| 1971.       | 286         |             |
| 1981.       | 178         |             |
| 1991.       | 157         | 157         |
| 2003.       | 132         | 132         |
|             |             |             |

| Етнички састав према попису из 2003.‍ | Етнички састав према попису из 2003.‍ | Етнички састав према попису из 2003.‍ | Етнички састав према попису из 2003.‍ | Етнички састав према попису из 2003.‍ |
| ------------------------------------ | ------------------------------------ | ------------------------------------ | ------------------------------------ | ------------------------------------ |
|                                      |                                      |                                      |                                      |                                      |
| Црногорци                            | Црногорци                            |                                      | 88                                   | 66,66%                               |
| Срби                                 | Срби                                 |                                      | 21                                   | 15,90%                               |
| непознато                            | непознато                            |                                      | 1                                    | 0,75%                                |

| Година пописа     | 1948. | 1953. | 1961. | 1971. | 1981. | 1991. | 2003. |
| ----------------- | ----- | ----- | ----- | ----- | ----- | ----- | ----- |
| Број домаћинстава | 63    | 66    | 59    | 54    | 50    | 48    | 40    |

| Број чланова      | 1  | 2 | 3 | 4 | 5 | 6 | 7 | 8 | 9 | 10 и више | Просек |
| ----------------- | -- | - | - | - | - | - | - | - | - | --------- | ------ |
| Број домаћинстава | 40 | 6 | 8 | 9 | 9 | 5 | 1 | 0 | 2 | 0         | 0      |

| Пол    | Укупно | Неожењен/Неудата | Ожењен/Удата | Удовац/Удовица | Разведен/Разведена | Непознато |
| ------ | ------ | ---------------- | ------------ | -------------- | ------------------ | --------- |
| Мушки  | 59     | 27               | 27           | 5              | 0                  | 0         |
| Женски | 53     | 17               | 27           | 6              | 3                  | 0         |
| УКУПНО | 112    | 44               | 54           | 11             | 3                  | 0         |

| Пол    | Укупно                    | Пољопривреда, лов и шумарство | Рибарство                            | Вађење руде и камена | Прерађивачка индустрија       |
| ------ | ------------------------- | ----------------------------- | ------------------------------------ | -------------------- | ----------------------------- |
| Мушки  | 24                        | 2                             | 0                                    | 0                    | 15                            |
| Женски | 4                         | 0                             | 0                                    | 0                    | 3                             |
| УКУПНО | 28                        | 2                             | 0                                    | 0                    | 18                            |
| Пол    | Производња и снабдевање   | Грађевинарство                | Трговина                             | Хотели и ресторани   | Саобраћај, складиштење и везе |
| Мушки  | 3                         | 1                             | 0                                    | 0                    | 2                             |
| Женски | 0                         | 0                             | 0                                    | 0                    | 1                             |
| УКУПНО | 3                         | 1                             | 0                                    | 0                    | 3                             |
| Пол    | Финансијско посредовање   | Некретнине                    | Државна управа и одбрана             | Образовање           | Здравствени и социјални рад   |
| Мушки  | 0                         | 0                             | 0                                    | 1                    | 0                             |
| Женски | 0                         | 0                             | 0                                    | 0                    | 0                             |
| УКУПНО | 0                         | 0                             | 0                                    | 1                    | 0                             |
| Пол    | Остале услужне активности | Приватна домаћинства          | Екстериторијалне организације и тела | Непознато            | Непознато                     |
| Мушки  | 0                         | 0                             | 0                                    | 0                    | 0                             |
| Женски | 0                         | 0                             | 0                                    | 0                    | 0                             |
| УКУПНО | 0                         | 0                             | 0                                    | 0                    | 0                             |